# 4th Man Out
4th Man Out, noto anche come Fourth Man Out, è un film del 2015 diretto da Andrew Nackman.
Il film è interpretato da Evan Todd, Parker Young, Chord Overstreet e Jon Gabrus.

## Trama
Adam è un meccanico che vive e lavora in una piccola città dello Stato di New York, passa tempo libero con i suoi migliori amici Chris, Ortu e Nick, tra birre, playstation e partire di hockey. In occasione del suo 24º compleanno, Adam decide di fare coming out rivelando la sua omosessualità alla famiglia e agli amici. La rivelazione rischia di compromettere gli equilibri con i tre amici, ma dopo un iniziale imbarazzo, Chris, Ortu e Nick decidono di aiutare Adam a trovare l'amore. 

## Distribuzione
Presentato in vari festival cinematografici a tematica LGBT, il film è stato distribuito nelle sale cinematografiche statunitensi il 5 febbraio 2016.

## Riconoscimenti
- 2015 - Chicago Gay and Lesbian International Film Festival
  - Best Narrative Feature
- 2015 - Heartland Film Festival
  - Festival Award Winner - Narrative Feature
- 2015 - Iris Prize Festival
  - Iris Prize - Best Feature
- 2015 - L.A. Outfest
  - Audience Award
- 2015 - Philadelphia International Gay & Lesbian Film Festival
  - Audience Award - Best Feature
  - Jury Prize - First Time Feature Director
- 2015 - Rhode Island International Film Festival
  - First Prize - Best Feature
- 2015 - Toronto Inside Out Lesbian and Gay Film and Video Festival
  - Audience Award - Best Feature